# Chiara Ferragni - Unposted
Chiara Ferragni - Unposted è un film documentario italiano del 2019 diretto da Elisa Amoruso.

## Trama
Il documentario è basato sulla vita dell'imprenditrice e influencer Chiara Ferragni e analizza come il mondo dei social network abbia cambiato il mondo dei media e del business.

## Promozione
Un primo trailer è stato pubblicato l'8 agosto 2019, mentre un secondo è stato reso disponibile il 30 agosto 2019.

## Distribuzione
Presentato il 4 settembre 2019 al Festival del cinema di Venezia nella sezione Sconfini, è stato distribuito nelle sale italiane unicamente il 17, 18 e 19 settembre. Dal 29 novembre dello stesso anno il documentario è disponibile sulla piattaforma di video on demand Amazon Prime Video. Il 12 ottobre 2020 il documentario viene trasmesso per la prima volta in televisione in prima serata su Rai 2, seguito da un'intervista a Chiara Ferragni condotta da Simona Ventura intitolata Fenomeno Ferragni.

## Accoglienza

### Incassi
Il film in Italia è stato il documentario uscita-evento più visto della storia del cinema italiano, incassando un totale di 1 601 499 euro in tre giorni di programmazione.

### Critica
Il documentario è stato accolto negativamente dalla critica.
Paolo Mereghetti del Corriere della Sera descrive il film come «propaganda, di quelle che pensavamo adatte a Kim Jong-un»; Carlotta Deiana di Movieplayer e Ilaria Ravarino di Leggo lo descrivono come «una versione estesa (e montata con cura) della sua pagina Instagram» e «un lungo spot pubblicitario travestito da film». Infine Claudia Catalli di GQ ne parla dicendo: «il film è un’agiografia monocorde e monodimensionale in cui la sua figura viene esaltata in ogni modo e da più voci, senza contraddittorio, senza distacco critico, senza l’accenno di una qualsiasi ombra che sarebbe stata necessaria per vedere una Chiara più vicina, più vera, più umana».